# Miquelão

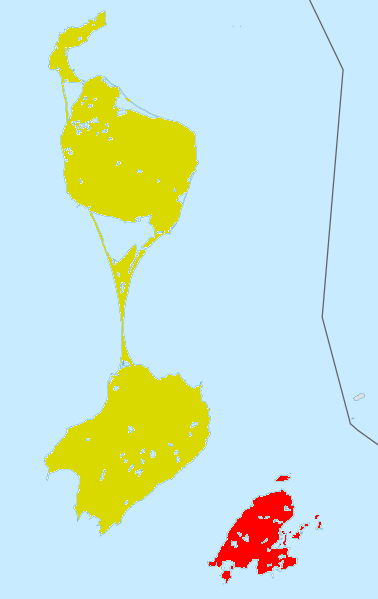
Ilha de Miquelão (em amarelo).

Miquelão (em francês: Miquelon, nome também usado em português), é uma "ilha", que é na realidade composta por três ilhas geológicas: Grande Miquelão, Langlade (também chamado de Pequena Miquelão) e Le Cap, conectadas por um tômbolo (dunas de areia). Ela faz parte de São Pedro e Miquelão, uma coletividade de ultramar da França localizada no Atlântico Norte, a 22 quilômetros ao sul da costa de Terra Nova, Canadá. A ilha tem uma área de 110 km².

## População
Miquelão inclui a comuna (município) de Miquelão-Langlade, com uma população de 626 habitantes em 2012. O Aeroporto de Miquelão atende a população por meio de aeronaves de turboélice ou por pequenos jatos. A maioria dos residentes vive na cidade também chamada Miquelão, localizada no norte da ilha. Os moradores são conhecidos como Miquelonnais e são cidadãos da França.